# Сражение при Итусаинго
Сражение при Итусаинго (исп. Batalla de Ituzaingó) или сражение при Пассо-ду-Розариу — крупнейшее сражение Аргентино-бразильской войны 1826-28 гг., произошедшее 20 февраля 1827 года между союзниками, войсками Аргентины и повстанцами Восточного Берега (Уругвай), с одной стороны и бразильской императорской армией с другой недалеко от сегодняшнего бразильского города Розариу-ду-Сул.
В декабре 1826 года союзная аргентинско-уругвайская армия под командой генерала Карлоса Марии де Альвеара тремя колоннами выступила из Арройо-Гранде с целью захватить Баже и бразильскую провинцию Риу-Гранди-ду-Сул. Баже был взят без боя 26 января 1827 года, но в феврале начались бои с перешедшими в контрнаступление бразильскими войсками маркиза де Барбасены. Альвеар двинулся на запад, преследуемый Барбасеной. 
18 февраля союзная армия стала переправляться через реку Санта-Мария. С близлежащих холмов бразильские разведчики наблюдали за действиями противника и доложили о них командованию. На следующее утро имперская армия, утомленная долгим маршем, появилась у реки, надеясь найти там арьергард противника; вместо этого она оказалась лицом к лицу со всей вражеской армией, переправившейся обратно. Альвеар расположил свою армию так, чтобы дать преимущество своей кавалерии. 
Барбасена отказался прислушаться к мнению подчинённых, которые были измотаны форсированным маршем, и подготовил план атаки на следующий день. Бразильская армия могла рассчитывать на большее количество пехоты (пять батальонов), но уступала в кавалерии и артиллерии.
Около семи утра, после некоторых стычек, с канонады имперской армии началась битва. Первая бразильская атака, проведенная кавалерией и одним пехотным батальоном при поддержке артиллерии на центр союзников, бывший под командованием Хуана Антонио Лавальехи, была остановлена артиллерией. Вслед за этим Альвеар произвёл кавалерийскую контратаку на левый фланг бразильцев маршала Жозе ди Абреу, состоявший из плохо обученных добровольцев, которые бежали. Имперский правый фланг также отступил под ударами противника. 
Лишь центр, среди которой было 2000 опытных австрийских и прусских наемников, оставшись в одиночестве, удерживал свою позицию. Отразив несколько кавалерийских атак союзников, понесших при этом большие потери, в два часа дня маркиз Барбасена приказал отступать. Примерно до пяти часов вечера союзники преследовали побежденного противника, но затем прекратили из-за недостатка боеприпасов.
Хотя аргентино-уругвайские войска разбили бразильскую армию, но победа не стала решающей. В марте, не имея ресурсов, Альвеар отступил в сторону Корралеса, недалеко от Серро-Ларго, уступив захваченную территорию бразильцам.